# Lasse redn
Lasse redn (von Lass sie reden) ist ein Song der deutschen Punkrock-Band Die Ärzte aus dem Jahr 2008. Das Lied ist die dritte Single aus dem 2007 erschienenen Album Jazz ist anders. Der Text dreht sich um Menschen, die über andere tratschen und lästern und dass man optimistisch damit umgehen soll.

## Inhalt
Der Song handelt von Vorurteilen, Verurteilungen aufgrund bestimmter Eigenschaften oder Verhaltensweisen und Lästereien von anderen, die sich gegen die eigene Person richten, und behandelt diese mit Humor. Als Folge davon würden Verachtung, ein schlechter Ruf und Falschmeldungen durch andere Leute auftreten. Diese solle man aber ignorieren und mit Humor nehmen, da das die Lästerer am meisten ärgere, die ihre eigenen Defizite projizieren würden und meist gar nicht wüssten, was sie da eigentlich täten. Weiterhin werden einige Beispiele genannt. Zudem wird das Verbreiten von Angst, Tratsch und voreiligen Schlussfolgerungen durch Medien wie die Bildzeitung kritisiert.

## Musikvideo
Im Musikvideo wird ein Mann (gespielt von Martin Klempnow) gezeigt, der den Liedtext von Farin Urlaub durch seine Mimik und Gestik untermauert. Am Anfang tut er dies in einem kleinen Raum und später auf einer großen Bühne mit Tänzerinnen.

## Titelliste
1. „Lasse redn“ (Urlaub) – 2:49
2. „Komm zu Papa“ (Felsenheimer) – 3:52
3. „Nichts gesehen (Economy-Version)“ – 1:03
4. „Wir waren die Besten (Economy-Version)“ (Felsenheimer) – 4:03
5. „Lasse redn“ (Video) – 2:50

## Charts und Chartplatzierungen
| ChartsChartplatzierungen | Höchstplatzierung | Wochen |
| ------------------------ | ----------------- | ------ |
| Deutschland (GfK)        | 6 (38 Wo.)        | 38     |
| Österreich (Ö3)          | 3 (30 Wo.)        | 30     |
| Schweiz (IFPI)           | 79 (1 Wo.)        | 1      |

| ChartsJahrescharts (2008) | Platzierung |
| ------------------------- | ----------- |
| Deutschland (GfK)         | 64          |
| Österreich (Ö3)           | 48          |